# Корлл, Дин
Дин Арнольд Корлл (англ. Dean Arnold Corll; 24 декабря 1939 — 8 августа 1973) — американский серийный убийца, насильник и педофил, который совместно с двумя сообщниками (Дэвидом Оуэном Бруксом и Элмером Уэйном Хенли-младшим) изнасиловал и убил по меньшей мере 27 мальчиков в 1970—1973 годах в Хьюстоне. История вскрылась только после того, как Элмер застрелил Корлла, и на тот момент считалась самой зверской серией убийств в американской истории.
Прозвищем Корлла было «Кэндимэн» (англ. Candy Man, „Сластёна“), так как он и его семья владели кондитерской фабрикой в Хьюстон-Хэйтс, и Корлл часто заманивал своих будущих жертв бесплатными конфетами.

## Биография

### Детство и юность
Дин Корлл родился 24 декабря 1939 года в штате Индиана в семье Арнольда Эдвина Корлла (7 февраля 1916 — 5 апреля 2001) и Мэри Робинсон (9 мая 1916 — 31 мая 2010). У Дина был младший брат Стэнли, который родился в 1942 году. Арнольд был строг с сыновьями, тогда как Мэри их защищала. Родители часто ссорились и в итоге, в 1946 году развелись. Мальчики после развода остались с матерью. Вскоре после развода Арнольд был призван в ряды ВВС в Мемфисе, после чего Мэри продала их дом и вместе с детьми переехала в тот же город, чтобы её сыновья могли сохранить контакт с отцом; поселились они в трейлере. В дальнейшем Арнольд и Мэри делали попытки помириться. Так, в 1950 году они вступили в повторный брак и переехали в Пасадину в Техасе, но в 1953 году снова развелись. При разводе Дин и Стэнли опять остались с матерью, но продолжали часто видеться с отцом. Затем Мэри вышла за коммивояжера по продаже часов Джейка Веста и семья переехала в Вайдор в Техасе, где у Дина в 1955 году появилась сводная сестра Джойс. По совету продавца орехов Джейк и Мэри основали там небольшую семейную кондитерскую фабрику «Пекан-Принц», которая изначально располагалась в гараже их дома. Начиная с этого момента и вплоть до окончания школы, Дин и Стэнли трудились на этой «фабрике» день и ночь: в их обязанности входило следить за машиной, изготавливающей изделия, и упаковывать их.
В детстве Дин был застенчивым, серьёзным ребёнком, редко общался с другими детьми, но в то же время проявлял интерес к более богатым сверстникам. В семь лет он перенёс не диагностированную вовремя ревматическую лихорадку, которую выявили только в 1950 году (когда ему было десять), когда врачи заметили у него шумы в сердце. После этого Корлл был освобождён от уроков физкультуры в школе. С 1954 по 1958 года Дин учился в средней школе Вайдора. Хотя он был прилежным учеником и хорошо учился, его единственной интересующей там вещью был школьный духовой оркестр, в котором он играл на тромбоне. Несмотря на то, что вокруг Дина сложилась репутация одиночки, в подростковые годы он встречался с девушками.
Дин окончил школу летом 1958 года, после чего семья переехала в северные предместья Хьюстона, чтобы их бизнес был поближе к городу (поскольку именно в Хьюстоне Джейк сбывал основную часть их продукции). Здесь им удалось открыть целый магазин, названный всё так же «Пекан-Принц». В 1960 году, по просьбе матери Дину пришлось переехать в Индиану, чтобы оказать поддержку его овдовевшей бабушке, где он прожил почти два года. В течение этого периода у него была тесная связь с местной девушкой, но когда та предложила ему пожениться, он отказался. В 1962 году он вернулся к родителям, чтобы помочь с магазином, который в это время переехал в район Хьюстон-Хайтс (в то время это был очень экономически бедный район Хьюстона). Чуть позже Дин поселился в квартире над магазином.
В 1963 году Мэри развелась с Джейком и открыла собственный кондитерский бизнес «Корлл-Кэнди-Компани», в котором Дин был назначен вице-президентом. В тот же самый год один из несовершеннолетних работников пожаловался Мэри, что Дин к нему сексуально пристаёт, но она просто уволила парня.

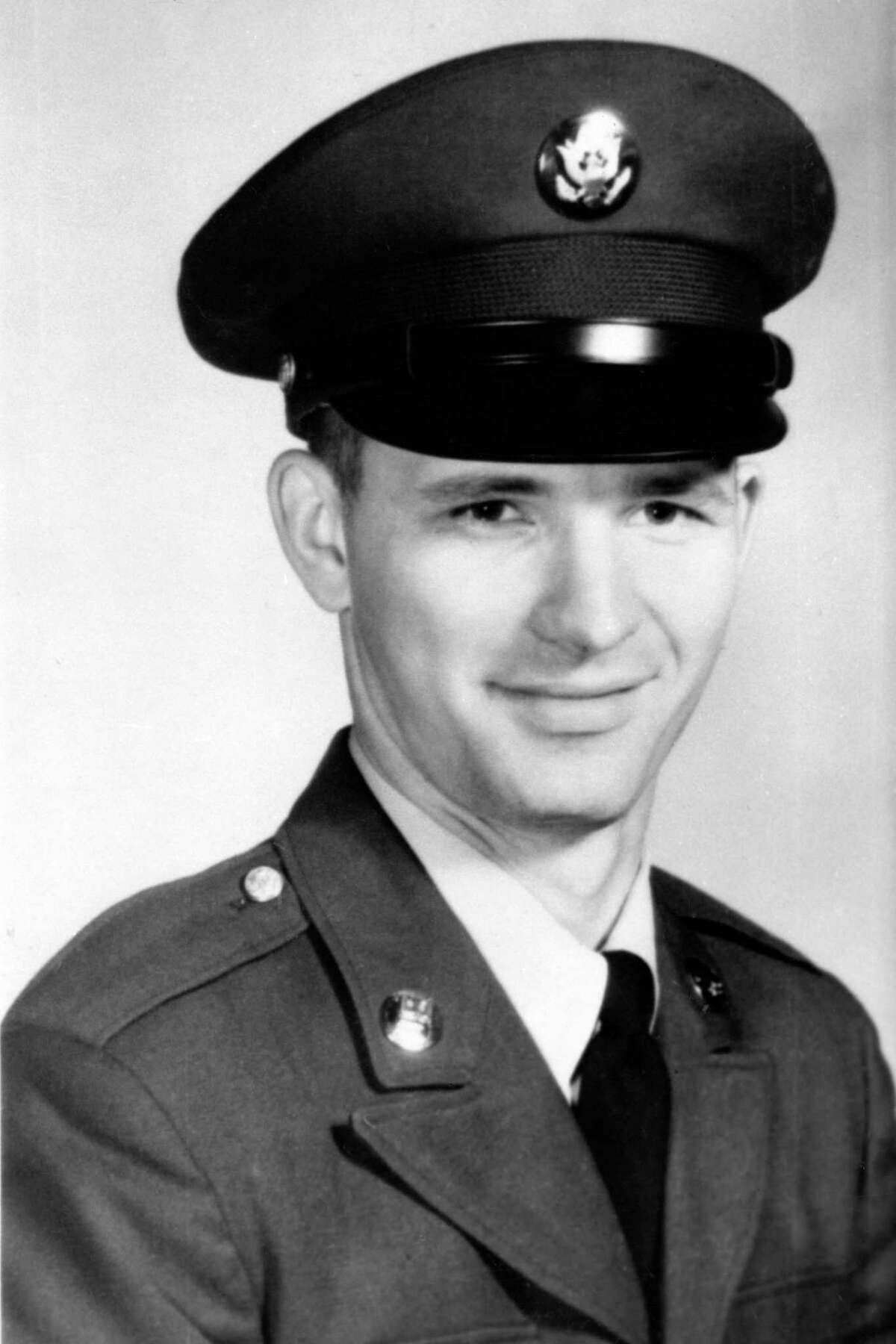
24-летний Корлл вскоре после зачисления в Вооружённые Силы США, август 1964 года

### Армия
10 августа 1964 года Дин был призван в армию и был отправлен для начальной подготовки на базу Форт-Полк в Луизиане. Позже его переправили на Форт-Беннинг в Джорджии на обучение радиотехника, после чего его постоянным местом назначения стала база Форт-Худ в Техасе. Согласно официальным военным отчетам, служба Дина Корлла в армии была безупречной. Однако сам Дин, по слухам, ненавидел военную службу; он подал прошение об отставке на основании того, что должен помогать в семейном бизнесе. Его прошение было удовлетворено, и после 10 месяцев службы, 11 июня 1965 года, Дин получил почётную отставку.
Несколько очень близких знакомых Корлла рассказывали, что, как сам Дин им сообщил после возвращения, именно в армии он окончательно осознал свою гомосексуальность. Другие знакомые, которым он этого не говорил, сообщили, что сами догадались о его ориентации, когда заметили небольшие изменения в его внешнем поведении в те моменты, когда он был в компании несовершеннолетних парней.

## Корлл-Кэнди-Компани
Вернувшись из армии, Дин снова стал вице-президентом их семейной компании. Бывший отчим Дина Джейк Вест сохранил право собственности их прежнего бизнеса, из-за чего между «Пекан-Принц» и «Корлл-Кэнди-Компани» постепенно началась ожесточённая конкуренция. В итоге Дину часто приходилось работать с утра до ночи, чтобы удовлетворить растущий спрос на продукцию их фабрики.
В 1965 году «Корлл-Кэнди-Компани» переехала на 22-ю улицу и расположилась напротив начальной школы Хэлмс. Здесь Дин часто бесплатно раздавал местным детям (и, особенно, несовершеннолетним парням) конфеты: в результате этого поведения за ним закрепились клички «Кэнди-мен» («Сластёна») и «Гаммельнский крысолов». В свою очередь компания взяла в качестве дешёвой рабочей силы несколько подростков, и Дин, как было замечено, флиртовал с некоторыми из них. Он также установил на задворках фабрики бильярдный стол, где часто собирались работники.
В июне 1968 года «Корлл-Кэнди-Компани» закрылась, после чего Дин пошёл работать электриком в «Хьюстон-Лайтнинг-энд-Пауэр», где проверял электрические релейные системы, а Мэри и Джойс уехали в Колорадо. И хотя Мэри часто говорила с сыном по телефону, воочию они больше никогда не встречались. В «Хьюстон-Лайтнинг-энд-Пауэр» Дин проработал вплоть до смерти.

### Дэвид Брукс

Первый сообщник Корлла Дэвид Брукс на следственном эксперименте, 1973 год

В период существования «Корлл-Кэнди-Компани» вокруг Дина очень часто собирались дети и подростки, которые проводили с ним время на задворках фабрики. Дин часто устраивал с ними совместные походы на пляжи южного Техаса. В 1967 году Дин познакомился с 12-летним шестиклассником Дэвидом Оуэном Бруксом (род. 12 февраля 1955 г.), который был одним из тех детей, которым он бесплатно раздавал сладости. Дэвид был очень закомплексованным (потому что носил очки) и проникся симпатиями к Дину, потому что тот не дразнил его за внешность и всегда давал карманные деньги, если Дэвид их просил. В конечном итоге Дэвид стал относиться к Дину, как ко второму отцу (родители Дэвида были в разводе, и он жил с отцом). Дин постепенно начал подкупать Дэвида деньгами и подарками, и их отношения так же постепенно вышли за грани дозволенного: в начале 1969 года Дин уговорил Дэвида на интимные отношения и после этого часто делал ему минет. В 1970 году Дэвид, которому уже было 15, окончил школу и переехал к матери в Бомонт, но каждый раз, когда он навещал отца в Хьюстоне, то навещал заодно и Дина, который разрешал ему пожить в его квартире, если Дэвид того хотел. Впрочем, в конце того же 1970 года Дэвид вернулся в Хьюстон и, как он сам позже рассказывал, стал считать квартиру Дина своим вторым домом.

## Убийства

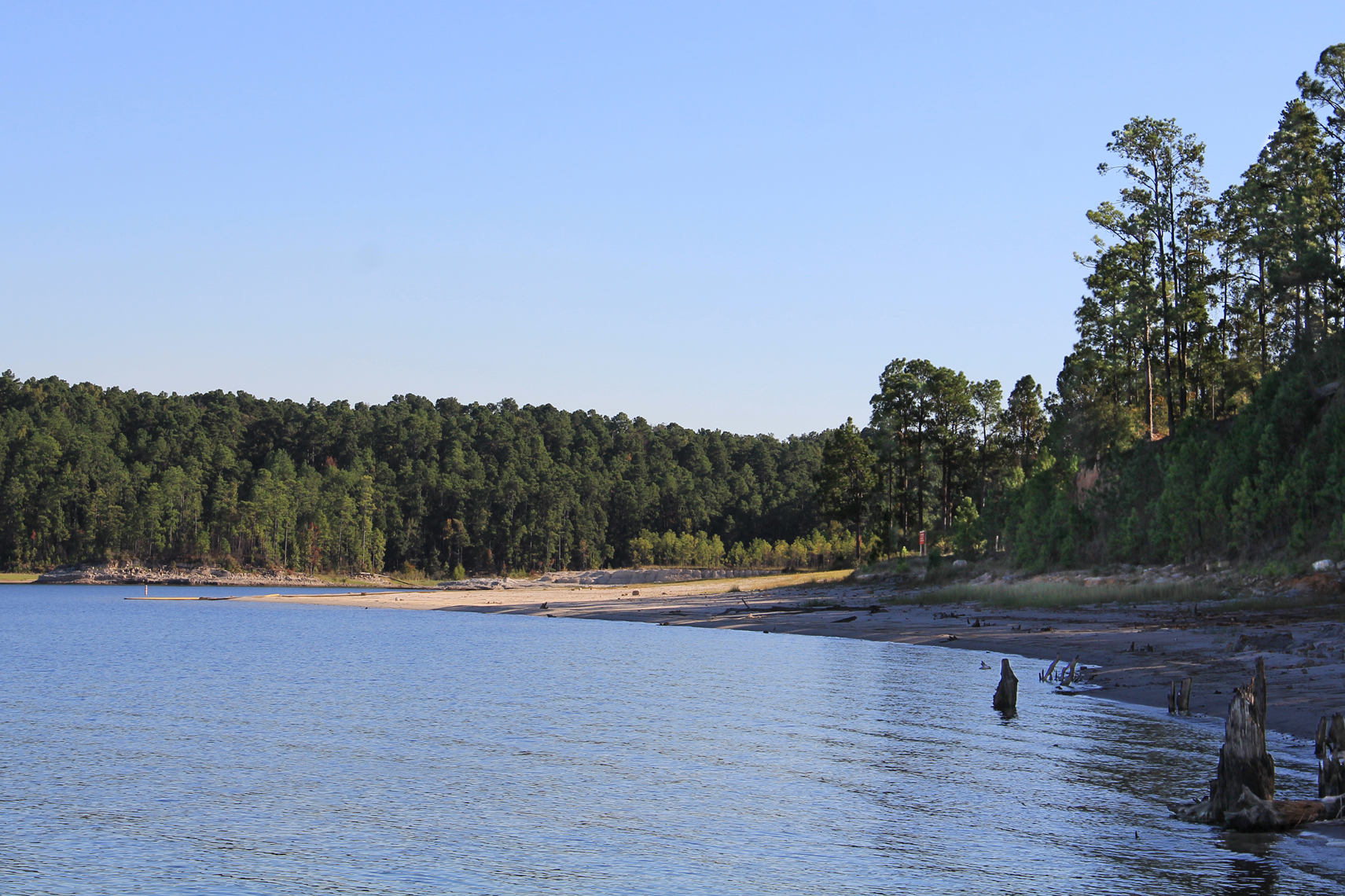
Водохранилище Сэма Рейберна, где были захоронены некоторые жертвы Корлла

В период с 25 сентября 1970 года по 3 августа 1973 года Дин Корлл похитил и убил не менее 27 человек. Все его жертвы были парнями в возрасте от 13 до 20 лет, большинство из них были подростками из одного из районов Хьюстона под названием Хьюстон-Хайтс, который представлял собой квартал из улиц длиной 3 км и шириной не более 5 км, населенным в основном представителями рабочего класса. В большинстве случаев Корллу помогали два сообщника: Дэвид Оуэн Брукc и Элмер Уэйн Хенли-младший. Несколько жертв были друзьями Брукса или Хенли (или их общими друзьями), другие были людьми, с которыми Корлл знакомился заранее. 11 жертв Корлла учились в одной и той же средней школе. Две жертвы, Билли Болч и Грегори Малли Винкл, были бывшими работниками «Корлл-Кэнди-Компани».
Жертвы Корлла обычно заманивались обещанием вечеринок в одну из двух его машин (фургон Ford Econoline и машина Plymouth GTX) и отвозились к нему домой. Там их спаивали алкоголем и наркотиками до потери сознания и заключали в наручники (или просто скручивали силой). Затем с жертв снималась одежда, и они обычно привязывались к кровати Корлла или к специальной доске для пыток, которая у Корлла висела на стене. После их насиловали и избивали, что иногда длилось несколько дней. Убивали жертв двумя способами: душили или расстреливали из пистолета 22-го калибра. Тела прятались в одном из четырёх мест: в арендованном сарае для лодок, на пляже на полуострове Боливара, в лесу возле водохранилища Сэма Рейберна (у семьи Корлла там была бревенчатая хижина на берегу) в округе Сан-Огастин или на пляже в округе Джефферсона. Было несколько случаев, когда Корлл заставил своих жертв написать их родителям письма с выдуманными причинами их отсутствия, чтобы те не волновались раньше времени. Корлл часто оставлял себе что-нибудь на память о своих жертвах (чаще всего, ключи).
В период убийств Корлл часто менял место жительства, но никогда не уезжал далеко от Хьюстон-Хайтс. Только весной 1973 года он переехал в Пасадину.
Полиция Хьюстона в большинстве случаев с жертвами Корлла особо на их поиск не налегала, считая, что у подростков элементарная жажда к бродяжничеству и приключениям, и рано или поздно они все сами вернутся домой.

### Первые убийства
Первой известной на сегодня жертвой Корлла стал 18-летний первокурсник Техасского университета Джеффри Алан Конен (род. 20 ноября 1951 г.), которого Дин убил 25 сентября 1970 года. Конен вместе с другим студентом путешествовал автостопом из университета в дом родителей в Хьюстоне. Прибыв в Хьюстон, Конен в одиночестве был высажен на углу Вестеймер-Роуд и Саут-Восс, что недалеко от верхнего района Хьюстона. Корлл в то время жил в квартире на Йорктаун-Стрит около пересечения с Вестеймер-Роуд и, вероятно, предложил Конену подвезти его до дома родителей, на что Конен, очевидно, согласился. Судмедэксперты впоследствии установили, что парень был задушен: его душили как за шею, так и засунув в качестве кляпа кусок ткани в рот. Обнажённое тело Конена со связанными руками и ногами было покрыто извёсткой, завёрнуто в полиэтилен и захоронено под большим валуном на пляже Хай-Айленд. Где-то в период убийства Конена Дэвид Брукс застал Корлла за пыткой ещё двух парней. Корлл пообещал Бруксу автомобиль взамен его молчания и позже купил ему зелёный Chevrolet Corvette. Ещё позже Корлл сказал Бруксу, что эти парни убиты, и пообещал по 200 долларов за каждого мальчика или подростка, которого Бруксу удастся заманить к нему в квартиру.

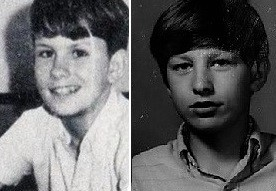
Дональд и Джерри Уолдроп

13 декабря 1970 года Брукс заманил 14-летних Джеймса Юджина Гласса (род. 28 января 1956 г.) и Дэнни Майкла Йейтса (род. 9 ноября 1956 г.) из Спринг-Бранча, которые возвращались с религиозного митинга. Так получилось, что Гласс был знаком с Бруксом и ранее даже посещал квартиру Корлла. Оба были замучены пытками, изнасилованы и задушены. Их тела впоследствии были захоронены под землёй в лодочном сарае, который Корлл арендовал 17 ноября. Спустя шесть недель Брукс и Корлл столкнулись с братьями 15-летним Дональдом Уэйном (род. 15 августа 1955 г.) и 13-летним Джерри Линном (род. 15 сентября 1957 г.) Уолдропами, которые возвращались домой от друга. Схема их убийства была аналогична: их заманили в машину Корлла и отвезли в арендованную им квартиру на Мангум-Роуд, где изнасиловали, подвергли пыткам и задушили, после чего захоронили во всё том же сарае для лодок. Их отец, Эверетт Уолдроп, как выяснилось позднее, вскоре после их исчезновения обратился в хьюстонскую полицию, сообщив, что один его знакомый якобы видел, как Корлл захоранивает что-то похожее на тела в своём лодочном сарае. Полиция тогда провела поверхностный осмотр вокруг сарая и отклонила информацию Уолдропа как ложную.
Далее в период между мартом и маем 1971 года Корлл, при участии Брукса, похитил и убил ещё трёх мальчиков из Хьюстон-Хайтс: 15-летнего Рэнделла Ли Харви (род. 11 июня 1955 г.) (последними его видели его родители 9 марта, когда он ехал на велосипеде в Оак-Форест, где подрабатывал неполный день дежурным на автозаправке), 13-летнего Дэвида Уильяма Хиллигиста (род. 30 июля 1957 г.) и 16-летнего Грегори Малли Винкла (род. 24 января 1955 г.) (оба были убиты 29 мая). В случае с Хиллигистом и Винклом в деле впервые засветился Элмер Уэйн Хенли — 15-летний Хенли был другом Хиллигиста и одним из волонтёров, помогающих в поиске пропавших; он даже лично напечатал и развесил по всему району объявления о вознаграждении за любую информацию о мальчиках. Между тем, матери Винкла, как и большинству других родителей жертв Корлла, полиция попыталась внушить, что её сын просто сбежал из дома, на что она ответила: «Вы не сбегаете, не имея при себе ничего кроме плавок и 80 центов».
17 августа Корлл и Брукс столкнулись с 17-летним приятелем Брукса Рубеном Уилфордом Уотсоном (род. 19 апреля 1954 г.), который возвращался домой из кинотеатра в Хьюстоне. Брукс заманил Уотсона предложением о вечеринке в квартиру Корлла (теперь уже на Сан-Фелипе-Стрит, где Корлл поселился за месяц до этого), далее всё прошло по прежнему сценарию. В сентябре Корлл переехал на другую квартиру по адресу 915, Коламбия-Стрит. Позже в полиции Брукс сказал, что в период, когда Корлл жил там, и буквально вплоть до того дня, когда «на сцену вышел» Элмер Уэйн Хенли, они похитили и убили ещё двух парней. Причём одного из них Корлл продержал в заложниках целых четыре дня, прежде чем убил. Личности этих парней установить не удалось.

### Участие Элмера Уэйна Хенли
Элмер Уэйн Хенли родился в Хьюстоне 9 мая 1956 года и был старшим из четырёх сыновей Элмера-старшего и Мэри Уид. Отец был алкоголиком и избивал жену и детей. Несмотря на это, Мэри стремилась дать детям хорошее образование и оградить их от взрослых проблем. Когда Элмеру было 14, родители развелись и все четверо сыновей остались с Мэри. Поначалу Элмер хорошо учился в школе, но после развода родителей, чтобы помочь матери содержать семью, он устроился чернорабочим на неполную занятость, его оценки резко ухудшились и он стал прогуливать школу. В этот период он познакомился с Дэвидом Бруксом, который был на год старше. Хенли и Брукс часто прогуливали вместе уроки и, когда ему было 15, Хенли окончательно бросил школу. Через Брукса Хенли познакомился с Корллом и есть предположение, что на квартиру последнего Брукс привёл Хенли в качестве жертвы, однако Корлл разглядел в парне потенциал для будущего сообщника и не тронул его. Поначалу Хенли не обращал внимания на истинные отношения между Бруксом и Корллом, хотя и догадывался об ориентации последнего, но в то же время восхищался им за его трудолюбие. С 1971 года Хенли стал проводить много времени в обществе Корлла.
Об убийствах Хенли первое время не догадывался: Корлл внушил ему, что они с Бруксом занимаются лишь грабежами. С его подачи Брукс вместе с ними ограбил несколько домов, за что получил немного денег. В какой-то момент Корлл спросил, явно с целью проверки, сможет ли он убить в случае надобности, на что Хенли ответил утвердительно. Частично причину исчезновения местных парней Хенли узнал зимой того же 1971 года, когда Брукс снова привёл его на квартиру Корлла, сказав, что «намечается прибыльное дельце». Правда, Корлл и тут обманул Хенли: он сказал ему, что связан с некой организацией в Далласе, которая содержит в сексуальном рабстве маленьких мальчиков. Как и Бруксу, Хенли был предложен «гонорар» по 200 долларов за каждого пойманного мальчика. Полиции Хенли позже сказал, что несколько месяцев он игнорировал предложение Корлла, но тяжёлое финансовое положение его семьи в конечном итоге вынудило его в начале 1972 года ответить тому согласием. Личность первой жертвы, которая была похищена при участии Хенли, осталась неизвестной, но, предположительно, это был 17-летний Уиллард Кармон Бранч (род. 2 июля 1954 г.) из Оак-Фореста, который пропал 17 февраля 1972 года, и чьё кастрированное тело позже было найдено захороненным в лодочном сарае. Корлл, со слов Хенли, на тот момент жил в доме 925 по Шулер-Стрит, куда переехал в том же месяце, но Брукс позже в полиции сказал, что во время первого участия Хенли Корлл жил ещё по другому адресу. Бранча (если это действительно был он) заманили обещанием выкурить марихуаны. И хотя Хенли лично надевал жертве на руки наручники, связывал ноги и заклеивал ей рот скотчем, о последующем убийстве он всё так же не догадывался.
Полностью правда открылась Хенли спустя месяц, 24 марта 1972 года, когда он аналогичным способом помог заманить к Корллу своего 18-летнего приятеля Фрэнка Энтони Агирре (род. 22 августа 1953 г.), которого они втроём увидели выходящим из ресторана на Ял-Стрит, где он работал. Но в этот раз Корлл лично скрутил жертву и именно его жестокое обращение открыло Хенли глаза, и он узнал, что стало с предыдущими похищенными мальчиками (в том числе, Корлл и Брукс признались Хенли, что это они убили его друга Дэвида Хиллигиста). По словам Хенли, он умолял Корлла не убивать Агирре, но тот его не слушал. Однако даже зная ужасную правду, Хенли принял деньги от Брукса и помог им захоронить тело Агирре на пляже Хай-Айленд. Позже на допросе Брукс сказал, что именно в период, когда Корлл жил на Шулер-Стрит, у Хенли наблюдались откровенные садистские наклонности, что косвенно могло объяснять, почему он согласился дальше помогать Корллу. Спустя месяц, 20 апреля, Хенли помог Корллу похитить другого своего друга, 17-летнего Марка Стивена Скотта (род. 16 июля 1954 г.). В случае с последним чуть не произошла осечка: когда Корлл попытался скрутить Скотта, тот начал яростно сопротивляться и в какой-то момент вооружился ножом, из-за чего Хенли пришлось наставить на него пистолет. Как и Агирре, Скотт был похоронен на Хай-Айленде. 21 мая троица похитила ещё двух парней — 17-летнего Билли Джина Болча-младшего (род. 21 апреля 1955 г.) и 16-летнего Джонни Рэя Деломи (род. 9 августа 1955 г.). Их убил лично уже сам Хенли. Сначала он задушил Болча, а потом выстрелил в лоб Деломи, но тот ещё оставался жив (так как пуля вышла из уха) и тогда Хенли тоже задушил его. Болч и Деломи тоже были захоронены на Хай-Айленде. Где-то в этот же период, когда Корлл жил на Шулер-Стрит, произошли два случая, в которых дело прошло не по привычному плану. В первом случае троица заманила 19-летнего Билли Райдингера, который, как и остальные жертвы, был привязан к пыточной доске и избит Корллом, но затем Брукс, по его собственным словам, уговорил Корлла отпустить Райдингера. Райдингер никому ничего не сказал и сегодня считается единственной жертвой Корлла, которую он отпустил. Второй случай заключался в том, что как-то Хенли, придя к Корллу, оглушил Брукса, после чего Корлл привязал парня к кровати и несколько раз надругался над ним. Брукс, несмотря на это, однако, продолжал и далее помогать Корллу.
26 июня Корлл покинул Шулер-Стрит и переехал на Уэсткотт-Тауэрс, где убил ещё двоих парней — 17-летнего Стивена Кента Сикмена (род. 2 августа 1954 г.) (последний раз его видели 19 июля незадолго до полуночи, когда он направлялся на вечеринку в Хьюстон-Хайтс) и 19-летнего Роя Юджина Бантона (род. 31 декабря 1952 г.) (его похищение произошло примерно 21 августа, когда он направлялся в обувной магазин Хьюстона, где работал). Сикман подвергся избиению тупым предметом в грудь и был задушен, Бантону дважды выстрелили в голову, оба были захоронены в лодочном сарае. Ни Хенли, ни Брукс никогда не упоминали имён Сикмана и Бантона и лишь в 2011 году оба были признаны жертвами Корлла, так как ранее их останки были ошибочно идентифицированы, как другие его жертвы. 2 октября Хенли и Брукс столкнулись с 14-летним Уолли Джей Саймоно (род. 30 января 1958 г.) и  13-летним Ричардом Эдвардом Хембри (род. 12 марта 1959 г.), когда те шли к дому последнего. Вечером того же дня Саймоно позвонил домой, но успел крикнуть в трубку лишь «мама», после чего связь оборвалась. Убили их только на следующий день, причём, со слов Брукса, Хенли случайно выстрелил из пистолета 22-го калибра Хембри в челюсть, когда вошёл в комнату, где оба парня были связаны. Позже обоих задушили и похоронили в лодочном сарае прямо над телами Джеймса Гласса и Дэнни Йейтса. Спустя месяц, 15 ноября, троица похитила 19-летнего Ричарда Алана Кепнера (род. 17 сентября 1953 г.), когда тот направлялся к телефону-автомату, чтобы позвонить своей невесте. Его похоронили на Хай-Айленде. В целом, в период между февралем и ноябрем 1972 года троица похитила и убила как минимум 10 подростков в возрасте от 13 до 19 лет; пять были похоронены на пляже, пять — в сарае.
20 января 1973 года Корлл переехал на Вирт-Роуд в районе Спринг-Бранч. Спустя две недели, 1 февраля, там был убит 17-летний Джозеф Аллен Лайлз (род. 18 августа 1955 г.), который был знаком с Корллом и Бруксом (Лайлз жил на Антуан-Драйв, где в 1973 году жил и Брукс). Хенли в этом убийстве, вероятно, не участвовал, так как в тот же период временно переехал в Маунт-Плезант и пытался поступить на службу в американский военно-морской флот, но его заявление было отклонено из-за того, что он не получил полноценного среднего образования, и вскоре Хенли вернулся в компанию Корлла. Хенли явно пытался дистанцироваться от Корлла, для чего и переехал в Маунт-Плезант; это косвенно подтверждает его интервью 2010 года, где он сказал, что не мог покинуть Хьюстон, так как подозревал, что Корлл заглядывается на одного из его младших братьев.
7 марта Корлл покинул квартиру на Вирт-Роуд и переехал в доставшуюся от отца квартиру в Пасадине по адресу 2020, Ламар-Драйв.

### 2020-Ламар-Драйв
Предположительно, в период с февраля по 3 июня 1973 года троица никого не убила или, во всяком случае, доподлинно не удалось установить таких случаев. Вероятно, это было вызвано как отъездом Хенли в Маунт-Плезант, так и тем, что в начале 1973 года у Корлла развилась водянка яичка. Тем не менее, начиная с июня, темп убийств Корлла существенно увеличился. Хенли и Брукс позже свидетельствовали, что и уровень жесткости убийств в период проживания Корлла на Ламар-Драйв также заметно вырос. Хенли даже утверждал, что безумство Корлла достигло такого предела, что они с Бруксом постепенно начали заранее догадываться по внешнему поведению Корлла, когда он прикажет искать новую жертву. В период с июня по июль 1973 года троица совершила ещё семь убийств парней в возрасте от 15 до 20 лет, из которых Хенли участвовал по меньшей мере в шести.
«Дорогой Папа,

Я решил отправиться в Остин, потому что мне предложили хорошую работу. Прости, что я решил уехать, но мне просто нужно.

P.S.: Я вернусь в конце августа. Надеюсь, ты понимаешь, но я должен был поехать.

Папа, надеюсь, ты знаешь, что я тебя люблю.

Твой сын,

Билли.»
4 июня был похищен 15-летний Уильям Рэй Лоуренс (род. 11 марта 1958 г.) (последний раз был замечен его отцом на 31-й Стрит). После того как Уильям оказался в доме Корлла, его заставили написать записку, адресованную его отцу, в которой Лоуренс объяснял свое бегство и обещал, что вернется в конце августа. Среди всех известных жертв Корлла Уильям Лоуренс подвергся наиболее изощренным пыткам. По свидетельствам Хенли, Дин Корлл проявил сильную симпатию к Лоуренсу, благодаря чему парень оставался живым, прикованным к фанере наручниками на протяжении трех дней с момента похищения, в течение которых Корлл его многократно насиловал и подвергал различным издевательствам, после чего задушил.  Труп Лоуренса был захоронен на водохранилище Сэма Рейберна. Менее чем через две недели там был захоронен 20-летний автостопщик Рэймонд Стэнли Блэкберн (род. 19 апреля 1953 г.).6 июля 1973 года Хенли начал посещать уроки в Тренерской Автошколе в Беллэйре, где познакомился с 15-летним Гомером Луисом Гарсия (род. 10 февраля 1958 г.). На следующий день Гарсия позвонил своей матери и сказал, что переночует у друга. В ту же ночь он был застрелен и умер от потери крови в ванне Корлла, после чего его захоронили на всё том же водохранилище. Пять дней спустя, 12 июля, 17-летний морской пехотинец Джон Манинг Селларс (род. 14 июля 1955 г.) из Оринджа, тоже будучи застреленным, был похоронен на Хай-Айленде. Позже, во время суда над Хенли, судебно-медицинский эксперт высказал версию, что Селларс мог быть убит и не Корллом. На это его натолкнул тот факт, что из всех опознанных жертв Корлла Селларс был единственным, кому выстрелили (4 раза) в грудь не из пистолета (который использовался в случае с другими жертвами), а из винтовки неизвестного калибра, и кто был захоронен в одежде. Хенли и Брукс никогда не называли в показаниях имя Селларса, но никогда и не отрицали того, что он мог быть жертвой Корлла. Однако было несколько факторов, указывающих на принадлежность Селларса к жертвам Корлла. Могила Селларса была расположена близко от могил других жертв Корлла, у него аналогично были связаны руки и ноги, а сам он был того же возраста, что и остальные жертвы. Наконец, в период следствия полиция вышла на некого водителя грузовика, который сообщил, как рядом с тем местом, где было захоронено тело Селларса, он один раз видел молодого парня (предположительно, Хенли), у которого застрял в песке грузовик. На предложение помочь парень отказался, пояснив, что вместе с ним есть два друга, которые ему помогут. Тем не менее, расследование 1974 года исключило Селларса из списка жертв Корлла.

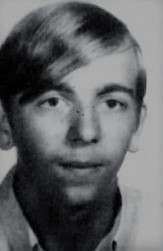
Марти Рэй Джонс

В июле 1973 года Брукс был вынужден жениться и временно покинул Корлла, вследствие чего, со слов Хенли, он не принимал участия в трёх убийствах, которые произошли в период между 19 и 25 июля. Первой жертвой стал 15-летний Майкл Энтони Болч (род. 8 августа 1957 г.) (младший брат Билли Болча, которого Корлл убил в мае 1972 года), которого последний раз видели 19 июля по пути в парикмахерскую; он был задушен и похоронен на водохранилище. Другие две жертвы, 17-летний Чарльз Кэри Коббл (род. 10 марта 1956 г.) и 18-летний Марти Рэй Джонс (род. 3 июня 1955 г.), были похищены 25 июля, но убили их только спустя два дня. После издевательств парней привязали друг к другу (запястьем и лодыжкой одного к запястью и лодыжке другого) и заставили драться, так как Корлл сказал, что тот парень, который забьёт другого до смерти, будет отпущен. Спустя несколько часов Джонс был привязан к пыточной доске, в то время как Коббл у него на глазах снова подвергся надругательству и был затем застрелен, после чего Джонса задушили шнуром от жалюзи. Пара была захоронена в лодочном сарае (Хенли лично их хоронил). Когда полиция откопала тело Джонса, то у него обнаружился широко раскрытый рот, что, по мнению полиции, свидетельствовало о том, что Джонс на момент смерти заходился криком.
Последней жертвой Корлла считается убитый 3 августа 1973 года 13-летний Джеймс Стэнтон Дреимэла (род. 14 сентября 1959 г.), который был захоронен в лодочном сарае. Дэвид Брукс упоминал, как купил Дреимэле пиццу и провёл в его обществе целых 45 минут, прежде чем парень подвергся пыткам. Хенли в его убийстве участия не принимал.

## 8 августа 1973 года
Вечером 7 августа 1973 года 17-летний Хенли заманил в квартиру Корлла 19-летнего Тимоти Кордела Керли, где они просидели до полуночи, вдыхая пары краски и распивая алкогольные напитки. Затем они ушли, чтобы купить сэндвичи, после чего Керли на своём «Фольксвагене» решил довезти Хенли до дома. У дома последнего они столкнулись с соседкой Хенли — 15-летней Рондой Луизой Уильямс, которую в тот вечер избил пьяный отец, и она хотела куда-нибудь на время уехать, пока тот не протрезвеет. Хенли тогда предложил Уильямс провести ночь в квартире Корлла, после чего все трое отправились в Пасадину. Приблизительно в три часа утра 8 августа троица приехала к Корллу. Корлл пришёл в ярость от того, что Хенли привёл девушку, отвёл его в сторону и обвинил в нарушении их конфиденциальности. Однако он, как показалось Хенли, успокоился, когда последний объяснил ему, что Уильямс просто временно не хочет возвращаться домой из-за ссоры с отцом. Корлл тогда предложил троице пиво и марихуану, в то время как сам к алкоголю и наркотикам не притронулся. Где-то примерно через два часа все трое отключились.
Когда Хенли очнулся, его рот был заклеен скотчем, ноги связаны, а на руки Корлл надевал наручники. Рядом, уже связанными, лежали без сознания Уильямс и полностью обнажённый Керли. Заметив, что Хенли проснулся, Корлл оторвал скотч и сообщил, что он очень рассержен на Хенли, и что он убьёт их всех. Он несколько раз пнул Уильямс в грудь, после чего перенёс Хенли в кухню и приставил к его животу пистолет 22-го калибра. Хенли попытался успокоить его, заверив, что будет участвовать в пытках и убийстве пары. Корлл поверил ему и развязал. Затем перенёс Керли и Уильямс к себе в спальню и привязал их с обеих сторон его пыточной доски: Керли — животом вниз, Уильямс — животом вверх. Затем он вручил Хенли охотничий нож и потребовал, чтобы тот разрезал одежду Уильямс. Пока Хенли это делал, Корлл разделся и начал мучить Керли. Уильямс к тому моменту очнулась и начала паниковать, из-за чего Хенли попросил у Корлла разрешения перенести её в другую комнату. Корлл проигнорировал просьбу Хенли и тот, улучив момент, схватил пистолет и с криком «Ты зашёл слишком далеко, Дин!» направил его на Корлла. Корлл тогда начал наступать на него со словами «Убей меня, Уэйн [второе имя Хенли]! Ты не сделаешь этого!» Тогда Хенли выстрелил и пуля попала Корллу в лоб, но тот продолжал стоять. Тогда Хенли сделал ещё два выстрела и попал Корллу в левое плечо. Корлл развернулся и вышел из комнаты, но врезался в стену прихожей. Хенли сделал ещё три выстрела и попал в поясницу и плечо, после чего Корлл сполз на пол и умер, лёжа лицом к стене. Позже Хенли вспоминал, что самым парадоксальным в сложившейся ситуации было то, что именно Корлл в своё время научил его применять спонтанные решения и действия, что и вылилось в то, что он сумел в него выстрелить до того, как Корлл попытался бы отнять пистолет.
Затем Хенли освободил Керли и Уильямс и предложил им просто разъехаться по домам, но Керли уговорил его вызвать полицию. В 8:42 утра телефонистка Велма Лайнз соединила Хенли с полицией Пасадины. Пока они ждали полицию, сидя на крыльце дома, Хенли один раз коротко сказал Керли: «Я мог бы получить за тебя 200 долларов».

### Признание и поиск жертв
«Он [Хенли] начал входить внутрь [лодочного сарая], но затем его лицо просто побледнело и помрачнело... он, пошатываясь, вышел обратно. Именно тогда я понял, что в сарае были трупы».
В полиции изначально скептически отнеслись к словам Хенли, списав его поведение на последствия шока и наркотиков. Полицейские поверили ему только тогда, когда он назвал несколько имён убитых мальчиков (Хиллигиста, Джонса и Коббла), а обыск в квартире Корлла выявил вещи, доказывающие, что там проводились акты насилия (среди найденного были восемь пар наручников и множество искусственных пенисов), а на заднем дворе дома полиция нашла ящик с прядями человеческих волос, который Корлл использовал для того, чтобы перевозить трупы (волосы принадлежали Чарльзу Кобблу). Обыск в Ford Econoline Корлла также указал на правдивость слов Хенли: его задние окна были запечатаны непрозрачными синими занавесками, а в самой задней части был найден бежевый ковёр с пятнами почвы и ещё один ящик, аналогичный тому, что был на заднем дворе. В лодочном сарае полиция нашла детский велосипед, наполовину разобранную машину, которую угнали в марте со стоянки подержанных автомобилей, и ящик с одеждой убитых. Всего в лодочном сарае в тот день (это было всё то же 8 августа) полиция выкопала 8 трупов.
Вечером того же дня Дэвид Брукс в сопровождении своего отца пришёл в Хьюстонское отделение полиции и дал показания, в которых опроверг свою причастность к убийствам и признавал только то, что знал о двух убийствах Корлла, которые тот совершил в 1970 году. На следующий день Хенли дал полные показания, в которых полностью признал своё соучастие, и опровергнул заявление Брукса, пояснив, что с момента его сотрудничества с Корллом было только три случая, в которых не участвовал Брукс. В тот же день полиция привезла Хенли на водохранилище Сэма Рейберна. В хижине Корлла полиция нашла вторую пыточную доску, рулоны полиэтилена, совки и мешок извести, недалеко от дороги были найдены две пропитанные известью могилы. Вечером 9 августа в лодочном сарае откопали ещё 9 трупов (в их числе были братья Уолдропы, которых удалось сразу идентифицировать благодаря их удостоверениям личности), у одного из которых были отрезаны гениталии, которые были зарыты в герметичном пакете рядом с жертвой. В тот же день Брукс дал новые показания, в которых признавал, что присутствовал при некоторых убийствах и позже помогал захоранивать тела, он упомянул, что в одном из случаев он совместно с Хенли приехал на фургоне Корлла, внутри которого находился труп очередной жертвы на водохранилище Сэма Рейберна с целью похоронить убитого, но прежде чем заняться этим, он и Хенли провели несколько часов на берегу за занятием рыбалкой. Тем не менее, несмотря на эти признания, Брукс всё так же опровергал какое-либо прямое участие в убийствах. Пытки Корлла над жертвами Брукс прокомментировал так: «Как только они оказывались на доске, то были, считай, уже мертвы; всё было кончено, только крики и плач».
10 августа Хенли привёл полицию к ещё двум могилам на водохранилище (тела были захоронены на глубине 3 метра), а затем они с Бруксом показали ещё два захоронения на пляже Хай-Айленд. 13 августа Хенли и Брукс снова были привезены на пляж Хай-Айленд, где были найдены ещё четыре захоронения (в том числе было найдено и тело Джона Селларса). Итого на тот момент полицией было обнаружено 28 тел, что стало печальным рекордом в серийных убийствах в США: ранее в 1971 году в Калифорнии был арестован Хуан Вальехо Корона, на счету которого было 25 мужчин-мигрантов. Впрочем, рекорд Корлла был побит уже в 1978 году, когда был арестован Джон Уэйн Гейси-младший: на его счету было 33 человека.
Во время одного из следственных экспериментов полицию сопровождал репортёр хьюстонского телеканала KPRC-TV Джек Кэйто, который дал Хенли свой радиотелефон, чтобы тот смог связаться со своей матерью. Пока Кэйто снимал его на камеру, Хенли коротко сказал ей «Мама, я убил Дина». Запись этого момента в тот же вечер была передана по KPRC-TV, а затем была показана на национальном телевидении в программе «NBC Nightly News».
К апрелю 1974 года были опознаны 22 жертвы. Многие тела удалось идентифицировать, поскольку рядом с их разложившимися останками были найдены карточки социального страхования, водительские права и другие личные вещи. Семья Джимми Гласса смогла опознать его только потому, что его любимая кожаная куртка находилась рядом с его скелетом. В 1983 году опознали Ричарда Кепнера, в 1985 — Уилларда Кармона Бранча, в 2008 — Рэнделла Ли Харви, в 2009 — Джозефа Лайлза, в 2011 — Роя Бантона. Джона Селларса полиция решила не считать жертвой Корлла, поэтому сегодня официальное число жертв насчитывает только 27 человек. Так как Дэвид Брукс свидетельствовал о том, что первые известные ему убийства Дин Корлл совершил в одиночку, полиция Хьюстона предположила что настоящее количество жертв Корлл могло быть гораздо больше, так как с 1968 года по 1970 год в отдел по делам несовершеннолетних Департамента полиции Хьюстона поступило несколько тысяч сообщений о пропавших без вести детей и подростков. С целью поиска захоронений других потенциальных жертв Корлла во время расследования убийств полицией были организованы раскопки территории заднего двора дома Корлла в Пасадине и был проведен обыск на территории старой кондитерской фабрики.  Ларри Эрлз,  детектив по расследованию убийств, принимавший участие в эксгумационных работах, впоследствии заявил о том, что и Хенли и Брукс в августе 1973 года неоднократно заявляли о том, что существует вероятность того, что настоящее количеств жертв Дина Корлла неизвестно и существует еще ряд мест, которые ранее любил посещать Корлл, где по их мнению могут быть находиться другие захоронения, однако как только количество обнаруженных жертв  превысило рекорд массовых убийств в США, раскопки были остановлены, потому как Хьюстон подвергся негативной огласке в СМИ.

## Обвинительный акт
13 августа большое жюри собиралось в округе Харрис, чтобы заслушать показания против Хенли и Брукса: первыми свидетелями выступали Ронда Уильямс и Тим Керли, вторым был Билли Райдингер, который в зал суда вошёл с пакетом на голове. После слушания, занявшего более 6 часов, 14 августа жюри предъявило обвинения в убийстве по трём пунктам Хенли и по одному пункту — Бруксу. Залог для каждого из них был установлен в размере 100 000 долларов.
Окружной прокурор потребовал подвергнуть Хенли психиатрической экспертизе, чтобы установить, насколько он компетентен, чтобы предстать перед судом, но его адвокат Чарльз Мелдер выступил против этого, заявив, что это нарушит конституционные права Хенли.
К тому моменту, когда судебное следствие было закончено, Хенли было предъявлено обвинение в шести убийствах, совершённых между мартом 1972 и июлем 1973, Бруксу — в четырёх, совершённых между декабрем 1970 и июнем 1973. Убийство Дина Корлла было признано самообороной и в обвинительный акт против Хенли не вошло.

### Суд и приговор
Элмера Уэйна Хенли и Дэвида Оуэна Брукса судили по отдельности. Суд над Хенли начался в Сан-Антонио 1 июля 1974 года. Когда полиция и судмедэксперты описывали процессы пыток и убийств, то родителям некоторых жертв пришлось покинуть зал суда, чтобы восстановить самообладание. Всего за весь процесс суду были представлены 82 доказательства. По совету своего защитника, Эда Пегелоу, Хенли не стал давать показания со своей точкой зрения. Его второй адвокат, Уилл Грэй, подверг перекрёстному допросу несколько свидетелей, но свидетелей или экспертов для защиты вызывать не стал. 15 июля обе стороны представили жюри свои заключительные аргументы: прокуратура требовала для Хенли смертного приговора, защита — оправдательного приговора. Окружной прокурор Кэрол Ванс в своей заключительной речи извинился за своё неумение добиваться смертной казни, добавив, что данный случай был «наиболее ярким примером жестокости человека к человеку» из всех, с какими он когда-либо сталкивался. Суд 92 минуты обсуждал приговор, после чего 16 июля Элмер Хенли был признан виновным во всех шести убийствах и приговорён к шести срокам по 99 лет (в общей сложности 594 года). Хенли обжаловал приговор, указав на то, что суд не был закрытым, и что просьбы его адвокатов удалить из зала прессу и указания на то, что начальное судебное разбирательство не должно было быть проведено в Сан-Антонио, не были удовлетворены судьёй. Апелляция Хенли была удовлетворена, и он получил повторное рассмотрение в декабре 1978 года. 18 июня 1979 года началось новое рассмотрение, которое длилось девять дней. Адвокаты Хенли (всё те же Пигелоу и Грэй) попытались доказать недопустимость письменных показаний Хенли от 9 августа 1973 года, так как, по их словам, они выглядят так, словно Хенли их написал от лица самого Дина Корлла, а не от себя лично, но судья Ноа Кеннеди признал их допустимыми. 27 июня 1979 года суд после более двух часов обсуждений оставил приговор Хенли без изменений.
Суд над Дэвидом Бруксом начался 27 февраля 1975 года. Хотя его обвинительный акт содержал обвинение в четырёх убийствах, к суду Брукс был привлечён только за убийство Уильяма Рэя Лоуренса. Адвокат Брукса, Джим Скелтон, утверждал, что его клиент не совершил убийств, и попытался возложить всю вину на Корлла и частично на Хенли, но помощник окружного прокурора Томми Данн отклонил все его требования. Суд над Бруксом продлился меньше недели, и 4 марта жюри после 90 минут обсуждений признало его в виновным в убийстве Лоуренса и приговорило к пожизненному заключению. Брукс в момент вынесения не проявил никаких эмоций, но его молодая жена разрыдалась. Брукс тоже обжаловал приговор, утверждая, что подписал признательные показания, когда его не проинформировали о его законных правах, но в мае 1979 года его апелляция была отклонена.
8 июля 1980 года Элмер Хенли подал первое прошение на досрочное освобождение, которое, как и все последующие, было отклонено. В данный момент Хенли (номер TDCJ #00241618) находится в тюрьме Марк-Майкл в округе Андерсон, Дэвид Брукс содержался в тюрьме Террелл рядом с Рошароном.

## Жертвы

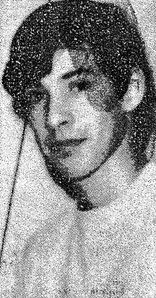
Гомер Луис Гарсия

Из-за смерти Корлла точное число его жертв, убитых в период с сентября 1970 года по август 1973, как и сам период убийств, точно установить невозможно. Всего было найдено 28 останков, из которых 27 официально были признаны жертвами Корлла. Также существует 28-я, приписываемая Корллу, жертва, но её останки найдены не были. Жертв, однако, могло быть намного больше, так как всего в Хьюстоне, начиная с 1970 года и до смерти Корлла, было зарегистрировано исчезновение 42 мальчиков (включая официально установленные жертвы Корлла). Предполагается, что Корлл мог начать убивать ещё до того, как в дело были втянуты Брукс с Хенли или же мог совершать какие-то убийства без их участия.
13 августа 1973 года поиск тел был прекращён, хотя Элмер Хенли настаивал, что были ещё два мальчика, которых захоронили на пляже Хай-Айленд в 1972 году. Предположительно, это были Джозеф Лайлз и Марк Скотт. Тело Лайлза было случайно обнаружено лишь в 1983 году, а идентифицировано только в 2009. Марк Скотт сегодня остаётся единственной жертвой Корлла, чьё тело до сих пор не найдено и, скорее всего, оно никогда не будет найдено, потому что в сентябре 2008 года по Хай-Айленду прошёлся ураган Айк, вследствие чего эта местность на сегодня остаётся затопленной.
В феврале 2012 года в СМИ был обнародован смазанный полароидный снимок предполагаемой, но неопознанной жертвы Корлла, найденный среди личных вещей Элмера Хенли, которые его семья хранила у себя с момента его ареста. На снимке изображён подросток, чьи руки прикованы наручниками к неразличимому устройству на полу. Судебно-медицинская экспертиза округа Харрис исключила этого мальчика из списка всех 27 официальных жертв Корлла и в то же время не признала его и той самой 28-й жертвой, чьё тело не было найдено. Когда Хенли показали фотографию, он не смог вспомнить этого мальчика, но вспомнил, что фотоаппарат, на который она была сделана, принадлежал ему же и был куплен им в 1972 году. Таким образом, этот мальчик был в числе жертв, убитых в 1972 или 1973 годах.

## В заключении
С 1994 года, по предложению луизианского арт-дилера, Элмер Хенли начал рисовать картины, рассматривая это отчасти как хобби, отчасти — как попытку денежно поддержать его мать. Тематикой его картин являются пейзажи, портреты, здания или цветы в атмосфере безмятежности. Портреты людей Хенли всегда пишет в чёрно-белых тонах, потому что страдает дальтонизмом, но остальные картины пишет в цвете. В 1997 галерея «Хайд-Парк» в районе Хьюстона Неартаун провела первую выставку работ Хенли, что вызвало негодование родственников некоторых жертв. В 1999 году, когда власти Хьюстона высказали идею постройки памятника жертвам, Хенли сказал, что готов пожертвовать на это деньги от продажи своих полотен.
Начиная c 1979 года Хенли и Брукс более 20 раз подавали ходатайства на условно-досрочное освобождение, но им всегда было отказано из-за протеста родственников жертв и из-за тяжести совершенных ими преступлений. Находясь в заключении, в разные годы Элмер Хенли дал журналистам несколько интервью. В 2011 году, во время одного из них он заявил, что за десятилетия, прошедшие после ареста он лишь однажды предпринял попытку связаться с Дэвидом Бруксом и отправил ему письмо, однако несмотря на то что Брукс ему ответил, ни он ни Хенли не поддерживали в дальнейшем никаких отношений. Дэвид Брукс в годы заключения избегал публичности и поддерживал отношения только с членами семьи и рядом близких друзей. В декабре 2006 года, он впервые согласился на интервью, которое он дал Шэрон Деррик, занимавшейся в Институте судебной медицины округа Харрис  ДНК-исследованием останков жертв Корлла, которые не были идентифицированы. Во время интервью Брукс впервые за 33 года после своего ареста обсудил свою роль в массовых убийствах. Брукс также упомянул, что его единственная дочь которая родилась в 1973 году вскоре после его ареста, погибла в автомобильной катастрофе в день выпускного вечера после окончания школы.  В октябре 2015 года Элмер Хенли подал очередное ходатайство на УДО, но ему было отказано. В очередной раз он сможет подать ходатайство в октябре 2025 года, когда ему исполнится 69 лет. Дэвид Брукс в феврале 2018 года также подал очередное ходатайство на УДО, но и ему аналогично было отказано и запрещено подавать подобные ходатайства до 2028 года, а 28 мая 2020 года Дэвид Брукс умер в галвестонском госпитале в возрасте 65 лет после непродолжительной болезни из-за осложнений, вызванных коронавирусной инфекцией.
В августе 2022 года 66-летний Хенли подал внеочередное ходатайство об условно-досрочном освобождении. В своем ходатайстве Элмер Хенли просил освободить его от дальнейшего отбывания уголовного наказания по состоянию здоровья в связи с тяжелым заболеванием. Из соображений конфиденциальности информация о перечне заболеваний Хенли, как и информация об общем состоянии его здоровья, не сообщалась общественности. Тем не менее в конечном итоге комиссия по условно-досрочному освобождению отказала ему в удовлетворении ходатайства и Хенли остался в тюрьме

## В массовой культуре
Фрагменты видеозаписей, сделанных во время расследования преступлений Дина Корлла и судебного процесса над Элмером Хенли-младшим, были использованы в документальном фильме «Убивая Америку».
Элмер Уэйн Хенли-Младший появляется во втором сезоне телесериала «Охотник за разумом». Роль Элмера исполнил британский актер Роберт Арамайо.